# تاوراسی
تاوراسی (به ایتالیایی: Taurasi) یک کومونه در ایتالیا است که در استان آولینو واقع شده‌است.

## خصوصیات
تاوراسی ۱۴ کیلومترمربع مساحت و ۳٬۰۰۰ نفر جمعیت دارد و ۳۸۴ متر بالاتر از سطح دریا واقع شده‌است.